# Eendenkroos-klasse
De eendenkroos-klasse (Lemnetea) is een klasse van syntaxa die drijvende watervegetatie omvat die bestaat uit kleine, direct onder het wateroppervlak groeiende vaatplanten, watervarens en/of levermossen.

## Naamgeving en codering
| Lemnetea minoris Tx. 1953 |

- Syntaxoncode voor Nederland (rVvN): r01
- BWK-karteringscodes: ae, aer, aev

De wetenschappelijke naam Lemnetea is afgeleid van de botanische naam van de kensoort klein kroos (Lemna minor).

## Fysiognomie

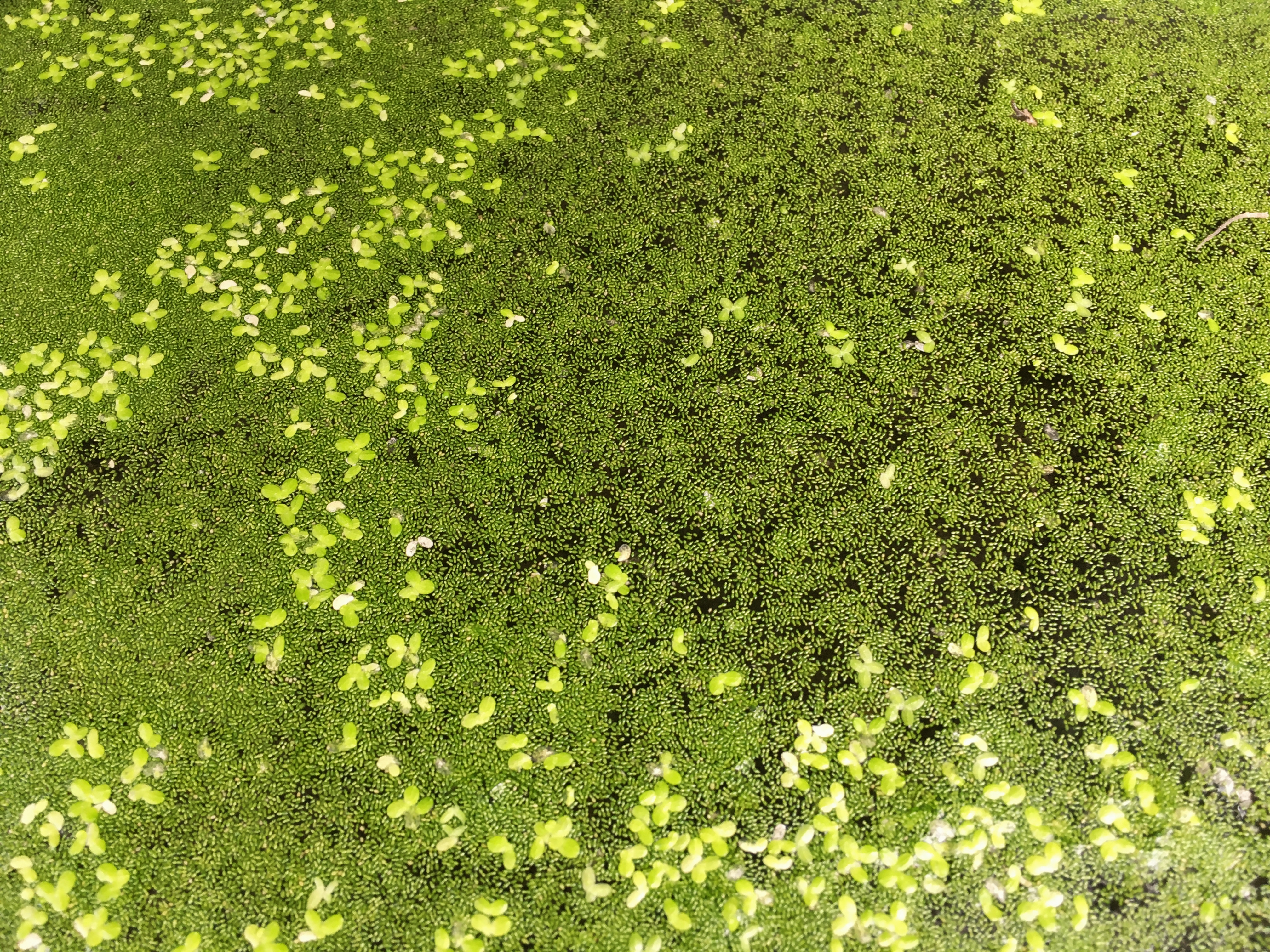
Close-up van een vegetatie van de eendenkroos-klasse met Lemna- en Wolffia-soorten.

De vegetatiestructuur van deze gemeenschappen zijn zeer eenvoudig en worden door golfslag, wind en watervogels gemakkelijk verplaatst. Het zijn vooral lemniden die de structuur bepalen. De gemeenschappen zijn van nature soortenarm.

## Ecologie
De eendenkroos-klasse omvat aquatische pioniervegetatie van stilstaande tot zeer zwak stromende, zoete tot zeer zwak brakke, mesotrofe tot hypertrofe waterpartijen.

### Fauna
Gemeenschappen uit de eendenkroos-klasse vormen voor sommige diersoorten een belangrijk onderdeel van hun habitat. Ook kleine insecten leven op het kroosdek, zoals de bladloper. Het kroosvarensnuittorretje is voor zijn voedsel aangewezen op kroosvarenvegetatie en eendenkroos is de waardplant van het kroosvlindertje.

## Onderliggende syntaxa in Nederland en Vlaanderen
De eendenkroos-klasse wordt in Nederland en Vlaanderen vertegenwoordigd door slechts één orde, met twee onderliggende verbonden. In totaal komen er uit deze klasse in Nederland en Vlaanderen drie associaties voor en daarnaast ook nog twee rompgemeenschappen.
- - eendenkroos-orde (Lemnetalia minoris)
    - bultkroos-verbond (Lemnion minoris)
      - associatie van bultkroos en wortelloos kroos (Wolffio-Lemnetum gibbae)
      - associatie van veelwortelig kroos (Lemno-Spirodeletum polyrhizae)

    - puntkroos-verbond (Lemnion trisulcae)
      - watervorkje-associatie (Riccietum fluitantis)

- RG met klein kroos (RG Lemna minor-[Lemnetea])
- RG met dwergkroos (RG Lemna minuta-[Lemnetea])

## Vegetatiezonering
In de vegetatiezonering vormt de vegetatie uit de eendenkroos-klasse vaak contactgemeenschappen met syntaxa uit de fonteinkruiden-klasse, de riet-klasse, de klasse van wilgenbroekstruwelen en de klasse van elzenbroekbossen.

## Verspreiding
De eendenkroos-klasse heeft een Holarctisch verspreidingsgebied. Vaak wordt daarenboven verondersteld dat ze zelfs een kosmopolitische verspreiding zou kunnen hebben, met uitzondering van de pool- en woestijngebieden.

## Fotogalerij

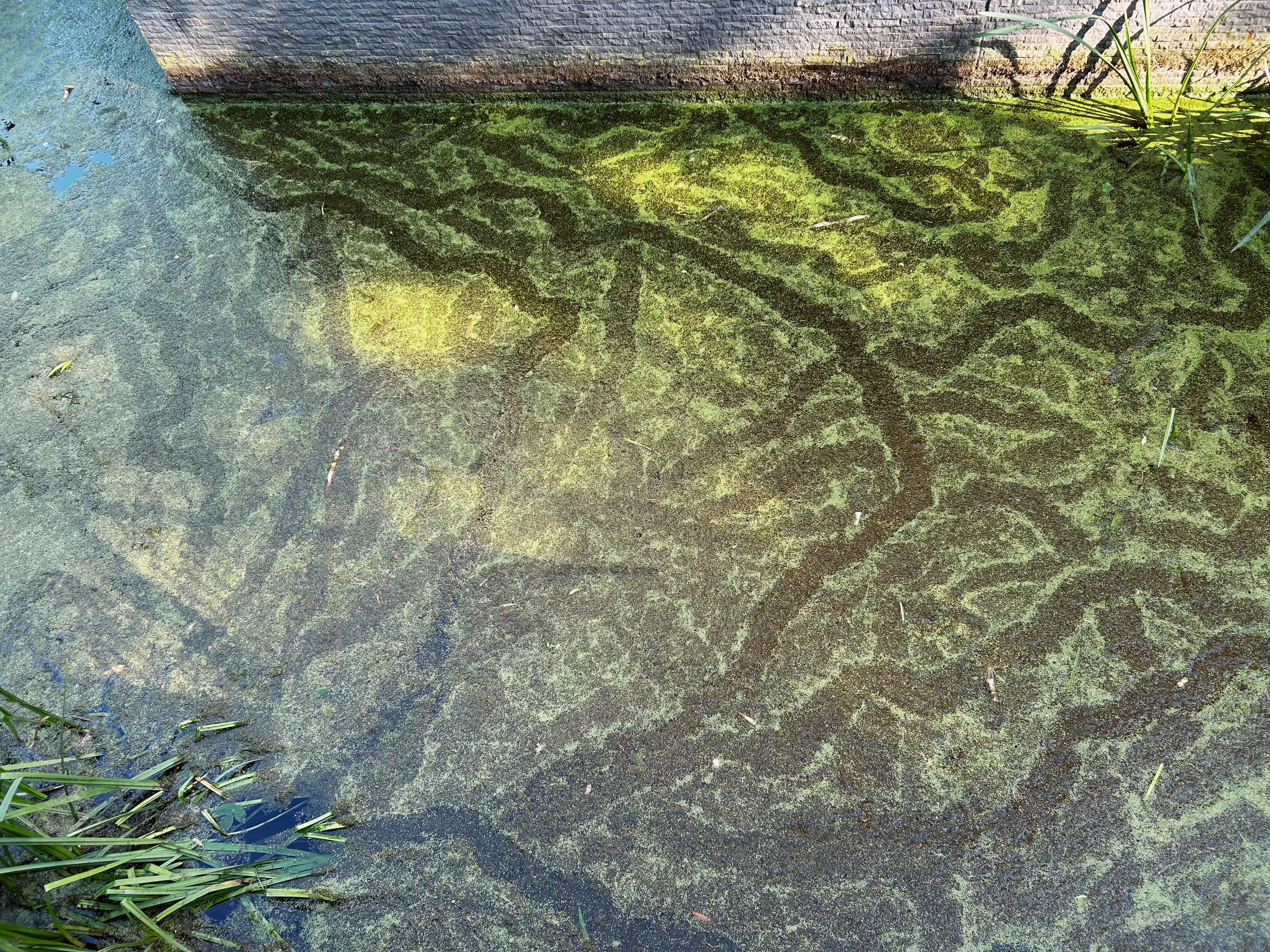
Eendenkroosvegetatie met een patroon van de zwemsporen van watervogels.

01 Eendenkroos-klasse (Lemnetea) · 02 Ruppia-klasse (Ruppietea) · 03 Zeegras-klasse (Zosteretea) · 04 Kranswieren-klasse (Charetea) · 05 Fonteinkruiden-klasse (Potametea) · 06 Oeverkruid-klasse (Littorelletea) · 07 Klasse van bronbeekgemeenschappen (Montio-Cardaminetea) · 08 Riet-klasse (Phragmitetea) · 09 Klasse van kleine zeggen (Parvocaricetea) · 10 Klasse van hoogveenslenken (Scheuchzerietea) · 11 Klasse van hoogveenbulten en natte heiden (Oxycocco-Sphagnetea) · 12 Weegbree-klasse (Plantaginetea majoris) · 13 Klasse van pioniergraslanden op gruis- en steenbodems (Sedo-Scleranthetea) · 14 Klasse van droge graslanden op zandgrond (Koelerio-Corynephoretea) · 15 Klasse van kalkgraslanden (Festuco-Brometea) · 16 Klasse van matig voedselrijke graslanden (Molinio-Arrhenatheretea) · 17 Marjolein-klasse (Trifolio-Geranietea sanguinei) · 18 Klasse van gladde witbol en havikskruiden (Melampyro-Holcetea mollis) · 19 Klasse van heischrale graslanden (Nardetea) · 20 Klasse van droge heiden (Calluno-Ulicetea) · 21 Muurvaren-klasse (Asplenietea) · 22 Klasse van vloedmerkgemeenschappen op zeedijken en rolkeistranden (Honckenyo-Elymetea) · 23 Klasse van vloedmerkgemeenschappen op zand en slik (Cakiletea maritimae) · 24 Helm-klasse (Ammophiletea) · 25 Slijkgras-klasse (Spartinetea) · 26 Zeekraal-klasse (Thero-Salicornietea) · 27 Zeeaster-klasse (Asteretea tripolii) · 28 Zeevetmuur-klasse (Saginetea maritimae) · 29 Dwergbiezen-klasse (Isoeto-Nanojuncetea) · 30 Tandzaad-klasse (Bidentetea) · 31 Klasse van akkergemeenschappen (Stellarietea mediae) · 32 Klasse van ruderale gemeenschappen (Artemisietea vulgaris) · 33 Klasse van natte strooiselruigten (Convolvulo-Filipenduletea) · 34 Klasse van nitrofiele zomen (Galio-Urticetea) · 35 Klasse van kapvlaktegemeenschappen (Epilobietea angustifolii) · 36 Brummel-klasse (Lonicero-Rubetea plicati) · 37 Klasse van brem- en gaspeldoornstruwelen (Cytisetea scopario-striati) · 38 Klasse van kruipwilg- en duindoornstruwelen (Salicetea arenariae) · 39 Klasse van wilgenbroekstruwelen (Franguletea) · 40 Klasse van doornstruwelen (Rhamno-Prunetea) · 41 Klasse van wilgenvloedbossen en -struwelen (Salicetea purpureae) · 42 Klasse van elzenbroekbossen (Alnetea glutinosae) · 43 Klasse van berkenbroekbossen (Vaccinio-Betuletea pubescentis) · 44 Klasse van naaldbossen (Vaccinio-Piceetea) · 45 Klasse van eiken- en beukenbossen op voedselarme grond (Quercetea robori-petraeae) · 46 Klasse van eiken- en beukenbossen op voedselrijke grond (Querco-Fagetea) · 47 Klasse van (spat)watergemeenschappen (Hymenelio-Fontinalietea) · 48 Zeestippelkorst-klasse (Hydropunctarietea maurae) · 49 Klasse van stippelkorsten en achterlichtmossen (Verrucario-Schistidietea) · 50 Klasse van bisschopsmutsen en landkaartmossen (Racomitrio-Rhizocarpetea) · 51 Poederkorst-klasse (Chrysotrichetea chlorinae) · 52 Schorsmos-klasse (Hypogymnietea physodis) · 53 Klasse van haarmutsen en vingermossen (Orthotricho-Physcietea) · 54 Schriftmos-klasse (Arthonio-Lecidelletea) · 55 Boomspijkertjes-klasse (Calicio-Chrysotrichetea) · 56 Kringmos-klasse (Neckeretea complanatae) · 57 Klasse van vertakt bekermos en neptunusmos (Cladonio-Lepidozietea) · 58 Druppelkorst-klasse (Fellhaneretea) · 59 Klasse van purpersteeltje en ruig haarmos (Ceratodonto-Polytrichetea) · 60 Pluisjesmos-klasse (Dicranelletea heteromallae) · 61 Smaragdsteeltjes-klasse (Psoretea decipientis) · 62 Kruikmos-klasse (Splachnetea)